# Rostraria salzmannii
Rostraria salzmannii là một loài thực vật có hoa trong họ Hòa thảo. Loài này được (Boiss. & Reut.) Holub miêu tả khoa học đầu tiên năm 1974.